# Avery Warley
Avery Rochelle Warley, coniugata Talbert (Washington, 17 maggio 1987), è una cestista statunitense, professionista nella WNBA.

## Carriera
Con gli Stati Uniti ha disputato i Giochi panamericani di Guadalajara 2011.